# Ditassa succedanea
Ditassa succedanea är en oleanderväxtart som beskrevs av Rapini. Ditassa succedanea ingår i släktet Ditassa och familjen oleanderväxter. Inga underarter finns listade i Catalogue of Life.